# 先生彼女
『先生彼女』（せんせいかのじょ）は、松山せいじによる日本の漫画。『ヤングキング』（少年画報社）にて2008年6月より2013年3月まで連載。単行本は全1巻。巻末に読み切り掲載された「放課後ケータイ倶楽部」についても記述。

## 概要
日本の地方都市から遠く離れ、隣のアジアの国の方が近い諸島の中にある…とある島（人口1万8千人ほど）の高校に赴任してきた若い女教師は、なんととある男子生徒の恋人！島の人々には内緒で二人のシークレットラブが…。

## あらすじ
ちいさな離島にあるたった一つの学校（小中高校併設、各々23人・32人・42人の総勢97人）に通う男子高生・出雲瀬土には秘密があった。それは、赴任してきた眼鏡の若い女教師・鴨女美鳥と恋愛関係にあるということであった。

## 登場人物

### 主要人物
主要2人は、男子高生と女教師という間柄ながら、密かに恋愛関係となっている。
出雲瀬土（いずも せと）
主人公。見た目は黒髪の陰キャな男子高生。明星、相模と3人でよくつるみ、（明星が持参した）エロいものを眺めては、相模のせいで美鳥に見つかりよく（特に瀬土が）叱られる（彼が特に叱られるのは、恋人であるため意識してのこと）。多人数の時は「鴨女先生」「出雲君」と呼び合うが、二人でいる時は「ミドリさん」「せと君」となる。家族は祖父以外、未確認。ちなみに美鳥はともかく、他の教師からも扱いがぞんざいだったりする（文化祭でこきつかわれるなど）。美鳥の東京帰還後、追いかける形で東京の大学に進学して、美鳥による指導の下で教員免許を取得中。
氏名の由来は、寝台特急「サンライズ出雲」「サンライズ瀬戸」からつけられた。
鴨女美鳥（かもめ みどり）
準主人公。東京から遠い島へ赴任、（特に男子）生徒たちの間では眼鏡のクールビューティー巨乳できつい性格ということで通っている。明星のエロい持参物を（大概）相模のせいでみつけては、瀬土と3人一緒にしかりつける。この時、彼女は「出雲君しっかりして」と瀬土に対して特に厳しく接するのだが、二人でいる時はキュートモードに変わり、毎回とある場所で秘密の密会をするのであった。その後、（瀬土が高校三年の）12月に東京へ戻るため、瀬土と福岡市でデート（初めての島外デート）。
氏名の由来は、特急「かもめ」と「みどり」からつけられた。

### その他の人物
明星金男（みょうじょう かねお）
瀬土とつるむ友人の一人で、リーダー的存在な金髪パリピ男。早熟なマセタイプで、三人の中では#01で早くも童貞卒業している（相手の本土の女子大生にはその後、振られる）。だが、その後はマブダチである暁と交際を始めている。氏名の由来は（廃止された）寝台特急「明星」とその由来である金星。
相模里男（さがみ りお）
同じく瀬土とつるむ友人の一人で、茶髪な小男。明星の持参したエロい物を彼のせいで美鳥に発見されてしかられる挙句に没収されている。その後、江ノ島と交際を始めている。由来は小田急特急ロマンスカー「さがみ」と接続駅「相模大野」。
暁諫早（あかつき いさはや）
#4から登場。瀬土の同級生で、金髪の小柄な女子。明星とともに福岡市へ遊びに来て、瀬土・美鳥と出会う（瀬土以外は美鳥と知らない）が、瀬土に配慮して明星を連れて去る。明星とは隣近所で腐れ縁、ケンカ仲間であったが、文化祭の後に告白されて交際を始めた。由来は（廃止された）寝台特急「あかつき」と停車駅「諫早」。
江ノ島沢（えのしま めぐみ）
#4から登場。瀬土の同級生で、黒髪で背が高い女子。存在感が薄く瀬土に中々名前を覚えてもらえていない。相模と福岡市へ遊びに来て、瀬土・美鳥と出会う（明星・相模・暁とともに美鳥とは知らず、瀬土が別にナンパした女性と思ったらしい）が、（後で尋問することにして、）瀬土と美鳥を二人きりにした。文化祭の後で相模に告白されて交際を始めたという。由来は小田急特急ロマンスカー「えのしま」と停車駅（かつ旧路線名）「藤沢」。
井川さくら（いかわ さくら）
#2などに登場。島の大地主である井川家の息子で、瀬土の年上の幼馴染。井川家は明治・大正は炭鉱で栄え、昭和末期のバブル時代はリゾートホテルの経営で島の経済を支えてきた。一見、眼鏡のクールハンサムだが実はかなりヤリチン。本土の県知事の下で働いていていつもは島にいないが、帰島時、恋人・舞子と二人の時に瀬土と美鳥を見つけて（同時に秘密を知られ）、さらに美鳥にちょっかい出そうとして舞子に突っ込まれる。舞子とは「さくちゃん」「マイマイ」と呼ぶ（いつもはお互いに呼び捨て）。氏名は井川さくら駅から。
近江舞子（おうみまいこ）
#2に登場。瀬土の同じく年上の幼馴染でさくらの恋人（遠距離恋愛中）だが、島の漁業組合の元締めの娘。さくらとは小・中学時代から交際しているが、先祖代々一族が犬猿の仲で瀬戸と同じように秘密で逢瀬をしているという。浜辺で逢瀬中に瀬土・美鳥をみつけるが「秘密恋愛仲間」ということで、お互いに内緒にしている。
名前の由来は、近江舞子駅から。

## 場所
瀬土と美鳥がデートしている場所。
対馬諸島のとある島
瀬土のモノローグでは具体的な名前は上げていないが、隣国に近いという事で対馬諸島と思われる。
西鉄・福岡（天神）駅
#05に登場。作中では「東鉄・福岡（天人）駅」とあるが、瀬土の在住している島（対馬諸島）からの直行する船の行き先にある大ターミナルから、判明。

## 放課後ケータイ倶楽部
『月刊ヤングキング』2008年6月号に掲載、「先生彼女」単行本巻末に併載。「先生彼女」と同じく学校近辺でのセクシーな物語。いずれも甘木鉄道の駅名を姓にしている。
基山（きやま）
エロ妄想をする茶髪男子。親友と一緒に掃除をさぼって自転車で帰る途中、太刀洗からのケータイメールで呼び戻される。
太刀洗（たちあらい）
基山たちをケータイメールで学校に呼び戻し、ペナルティとして氷菓をおごらせている金髪女子。
甘木（あまぎ）
眼鏡の女子高生、基山たちの同級生。基山をしかりつける太刀洗を宥める。基山とは「王子」「姫」の偽名で名乗りあってケータイの（エロい）学校裏サイトに参加している。

## 書誌情報
- 松山せいじ 『先生彼女』 少年画報社〈ヤングキングコミックス〉、既刊1巻（2013年5月3日現在）
  1. 2021年9月17日発売[1]、ISBN 978-4-7859-5028-6